# Gens Mamilia
Mamilius (weibliche Form: Mamilia) war das Nomen der gens Mamilia, einer plebejischen Familie im Römischen Reich, die wie die Fulvier aus Tusculum stammte.
Die Mamilier waren eine fürstliche Familie in Tusculum, sahen sich selbst als Nachkommen des mythischen Telegonos, Sohn des Odysseus und der Kirke, den Gründern der Stadt. Der Überlieferung nach heiratete Octavius Mamilius, Regent von Tusculum, eine Tochter des Lucius Tarquinius Superbus, und rettete Lucius Mamilius Rom bei einem Angriff im Jahr 460 v. Chr.
Der erste historische Mamilius ist Lucius Mamilius Vitulus, Konsul des Jahres 265 v. Chr. Ein anderer der Zweig der Familie sind die Mamilii Turrini.
- Quintus Mamilius Honoratus, römischer Offizier (Kaiserzeit)